# Bagaslaviškis
Bagaslaviškis är en ort i Litauen. Den ligger i den centrala delen av landet, 50 km nordväst om huvudstaden Vilnius. Bagaslaviškis ligger 132 meter över havet och antalet invånare är 185.
Terrängen runt Bagaslaviškis är platt. Runt Bagaslaviškis är det ganska glesbefolkat, med 23 invånare per kvadratkilometer. Närmaste större samhälle är Ukmergė, 18,5 km norr om Bagaslaviškis. Trakten runt Bagaslaviškis består till största delen av jordbruksmark.